# Liste des lieux patrimoniaux de la Chaudière-Appalaches
Cet article recense les lieux patrimoniaux de Chaudière-Appalaches inscrit au répertoire des lieux patrimoniaux du Canada, qu'ils soient de niveau provincial, fédéral ou municipal.

## Liste des lieux patrimoniaux
- Haut – A
- B
- C
- D
- E
- F
- G
- H
- I
- J
- K
- L
- M
- N
- O
- P
- Q
- R
- S
- T
- U
- V
- W
- X
- Y
- Z

| [ 1 ] | Lieu patrimonial                                                          | Illustration                                                              | Municipalité                        | Adresse                          | Coordonnées            | No    | Constr.     | Prot.                     | Rec.                              | Notes  |
| ----- | ------------------------------------------------------------------------- | ------------------------------------------------------------------------- | ----------------------------------- | -------------------------------- | ---------------------- | ----- | ----------- | ------------------------- | --------------------------------- | ------ |
| M     | Ancien presbytère Très-Saint-Coeur-de-Marie                               | Téléverser                                                                | Adstock                             | 25, 8e Rang Sud                  | 46.133611 -71.176667   |       | 1888        | IP cité                   | 6 juillet 2015                    |        |
| M     | Ancienne école de village de Sacré-Coeur-de-Marie                         | Téléverser                                                                | Adstock                             | 71, 8e Rang Nord                 | 46.134167 -71.175      |       | 1890        | IP cité                   | 6 juillet 2015                    |        |
| M     | Cimetière Très-Saint-Coeur-de-Marie                                       | Téléverser                                                                | Adstock                             | 1, 8e Rang Sud                   | 46.134444 -71.176389   |       | 1879        | IP cité                   | 6 juillet 2015                    |        |
| M     | Église Très-Saint-Coeur-de-Marie                                          | Téléverser                                                                | Adstock                             | 1, 8e Rang Sud                   | 46.133694 -71.176111   |       | 1875        | IP cité                   | 6 juillet 2015                    |        |
| M     | Monument du Sacré-Coeur                                                   | Téléverser                                                                | Adstock                             | 1, 8e Rang Sud                   | 46.133611 -71.175833   |       | 1922        | IP cité                   | 6 juillet 2015                    |        |
| M     | Église Saint-Cajetan                                                      | Téléverser                                                                | Armagh                              | 80, Rue Principale               | 46.744192 -70.588928   |       | 1933        | IP cité                   | 10 mai 2018                       |        |
| M     | Édifice du Sénateur-Bolduc                                                | Téléverser                                                                | Beauceville                         | 111, 107e Rue                    | 46.1221938 -70.4619347 |       |             | IP cité                   | 6 avril 2010                      |        |
| P     | Chapelle de procession de la Sainte-Vierge                                | Chapelle de procession de la Sainte-Vierge                                | Beaumont                            | 34, Chemin du Domaine            | 46.83017 -71.008351    | 4926  | 1740 (vers) | IP classé                 | 1981                              | [ 3 ]  |
| P     | Chapelle de procession Sainte-Anne                                        | Chapelle de procession Sainte-Anne                                        | Beaumont                            | 79, Chemin du Domaine            | 46.83039 -71.015       | 4936  |             | IP classé                 | 16 décembre 1981                  | [ 3 ]  |
| P     | Église de Saint-Étienne                                                   | Église de Saint-Étienne                                                   | Beaumont                            | 60, Chemin du Domaine            | 46.830333 -71.011333   |       |             | IP classé                 | 11 mai 2017                       |        |
| P     | Maison Molleur-Dit-Lallemand                                              | Maison Molleur-Dit-Lallemand                                              | Beaumont                            | 193, route du Fleuve             | 46.83122 -70.98592     | 11120 |             | IP classé IP classé       | 25 mars 1970 31 octobre 1979      | [ 4 ]  |
| M     | Maison Molleur-Dit-Lallemand                                              | Maison Molleur-Dit-Lallemand                                              | Beaumont                            | 193, route du Fleuve             | 46.83122 -70.98592     | 8412  |             | IP cité                   | 13 janvier 1997                   | [ 5 ]  |
| M     | Site du Moulin-de-Beaumont                                                | Site du Moulin-de-Beaumont                                                | Beaumont                            |                                  | 46.85444 -70.95139     | 11456 |             | SP constitué SP constitué | 3 décembre 2007 1er décembre 2008 |        |
| M     | Site du patrimoine du Village-de-Beaumont                                 | Site du patrimoine du Village-de-Beaumont                                 | Beaumont                            | Chemin du Domaine                | 46.83028 -71.01139     | 16299 |             | SP constitué              | 13 janvier 1997                   |        |
| M     | Vestiges du fort de Beaumont                                              | Téléverser                                                                | Beaumont                            | Route du Fleuve                  | 46.832739 -71.046245   |       |             | IP cité                   | 4 mai 2016                        |        |
| P     | Site patrimonial du Manoir-Dénéchaud                                      | Téléverser                                                                | Berthier-sur-Mer                    | 101, rue de la Marina            | 46.93467 -70.73422     | 12375 |             | SP classé                 | 14 juillet 1980                   |        |
| P     | Maison et laiterie Guimont                                                | Téléverser                                                                | Cap-Saint-Ignace                    | 291, chemin de la Rivière        | 47.03186 -70.43225     | 5497  |             | IP classé                 | 9 octobre 1984                    |        |
| P     | Manoir Gamache                                                            | Manoir Gamache                                                            | Cap-Saint-Ignace                    | 120, rue du Manoir Ouest         | 47.03269 -70.46353     | 4456  |             | IP classé                 | 29 juillet 1959                   |        |
| P     | Moulin à vent de Vincelotte                                               | Moulin à vent de Vincelotte                                               | Cap-Saint-Ignace                    | 641, chemin des Pionniers Est    | 47.06336 -70.45331     | 4457  |             | IP classé MH classé       | 3 janvier 1957 21 juin 1965       |        |
| M     | Site patrimonial de Cap-Saint-Ignace                                      | Site patrimonial de Cap-Saint-Ignace                                      | Cap-Saint-Ignace                    | Rue Jacob                        | 47.03717 -70.45597     | 11140 |             | SP constitué              | 4 juin 2007                       |        |
| M     | Presbytère de Saint-Octave                                                | Téléverser                                                                | Dosquet                             | 157, route Saint-Joseph          | 46.46817 -71.52947     | 14573 |             | IP cité                   | 5 août 2003                       |        |
| M     | Boutique du charron                                                       | Téléverser                                                                | Frampton                            | 176, rue Principale              | à géolocaliser         |       |             | IP cité                   | 6 juin 2011                       |        |
| M     | Croix de chemin                                                           | Téléverser                                                                | Frampton                            | 535, 5e-et-6e Rang               | à géolocaliser         |       |             | IP cité                   | 6 juin 2011                       |        |
| M     | Croix de chemin                                                           | Téléverser                                                                | Frampton                            | 2e Rang                          | à géolocaliser         |       |             | IP cité                   | 6 juin 2011                       |        |
| M     | Croix de chemin                                                           | Téléverser                                                                | Frampton                            | 2e Rang                          | à géolocaliser         |       |             | IP cité                   | 6 juin 2011                       |        |
| M     | Croix de chemin                                                           | Téléverser                                                                | Frampton                            | 5e-et-6e Rang                    | à géolocaliser         |       |             | IP cité                   | 6 juin 2011                       |        |
| M     | Croix de chemin                                                           | Téléverser                                                                | Frampton                            | 296, route 275 Sud               | à géolocaliser         |       |             | IP cité                   | 6 juin 2011                       |        |
| M     | Croix de chemin                                                           | Téléverser                                                                | Frampton                            | 350, route 275 Sud               | à géolocaliser         |       |             | IP cité                   | 6 juin 2011                       |        |
| M     | Croix de chemin                                                           | Téléverser                                                                | Frampton                            | 7e Rang                          | à géolocaliser         |       |             | IP cité                   | 6 juin 2011                       |        |
| M     | Croix du cimetière paroissial catholique                                  | Téléverser                                                                | Frampton                            | 152, rue Principale              | à géolocaliser         |       |             | IP cité                   | 6 juin 2011                       |        |
| M     | Monument commémoratif du cimetière anglican                               | Téléverser                                                                | Frampton                            | 2e Rang                          | à géolocaliser         |       |             | IP cité                   | 6 juin 2011                       |        |
| M     | Église Holy Trinity de Maple Grove                                        | Église Holy Trinity de Maple Grove                                        | Irlande                             | Chemin Gosford                   | 46.084 -71.53122       | 4539  | 1902        | IP cité                   | 2003                              |        |
| P     | Site historique des Églises-de-Kinnear's Mills                            | Téléverser                                                                | Kinnear's Mills                     | Rue des Églises                  | 46.22003 -71.37994     | 10527 |             | SP reconnu                | 22 mars 1985                      |        |
| P     | Chapelle des Marins                                                       | Chapelle des Marins                                                       | L'Islet                             | Chemin des Pionniers Est         | 47.13103 -70.3675      | 12404 |             | IP classé                 | 16 décembre 1981                  |        |
| P     | Église de Notre-Dame-de-Bon-Secours                                       | Église de Notre-Dame-de-Bon-Secours                                       | L'Islet                             | Chemin des Pionniers Est         | 47.12681 -70.37314     | 11521 |             | IP classé                 | 3 janvier 1957                    |        |
| P     | Salle des habitants de L'Islet-sur-Mer                                    | Salle des habitants de L'Islet-sur-Mer                                    | L'Islet                             | 18, chemin des Pionniers Est     | 47.12719 -70.37217     | 4462  |             | IP classé                 | 3 janvier 1957                    |        |
| M     | Église de Saint-Gabriel-de-La Durantaye                                   | Église de Saint-Gabriel-de-La Durantaye                                   | La Durantaye                        | Rue du Piedmont                  | 46.83456 -70.85717     | 13261 |             | IP classé                 | 14 janvier 2008                   |        |
| M     | École de la Falaise                                                       | Téléverser                                                                | Leclercville                        | 1003, Rue de l'Église            | à géolocaliser         |       |             | IP cité                   | 3 mars 2014                       |        |
| M     | Église de Sainte-Emmélie                                                  | Téléverser                                                                | Leclercville                        | 1007, Rue de l'Église            | à géolocaliser         |       |             | IP cité                   | 3 mars 2014                       |        |
| M     | Presbyptère de Sainte-Emmélie                                             | Téléverser                                                                | Leclercville                        | 1014, Rue de l'Église            | à géolocaliser         |       |             | IP cité                   | 3 mars 2014                       |        |
| P     | Ancien hôtel de ville de Lauzon                                           | Ancien hôtel de ville de Lauzon                                           | Lévis                               | 302, rue Saint-Joseph            | 46.82625 -71.164       | 4163  |             | IP reconnu                | 17 octobre 1975                   |        |
| F     | Casemates                                                                 | Téléverser                                                                | Lévis                               |                                  | 46.81406 -71.15779     | 10465 |             | ÉFP reconnu               | 9 janvier 1992                    | [ 6 ]  |
| F     | Chantier Davie                                                            | Chantier Davie                                                            | Lévis                               | Rue Saint-Laurent                | 46.8141 -71.184714     | 7772  |             | LHN                       | 23 février 1990                   |        |
| P     | Chapelle de procession de Saint-Nicolas                                   | Chapelle de procession de Saint-Nicolas                                   | Lévis                               | Rue des Pionniers                | 46.70181 -71.39856     | 4938  |             | IP classé                 | 6 décembre 1961                   |        |
| P     | Chapelle de procession Sainte-Anne                                        | Chapelle de procession Sainte-Anne                                        | Lévis                               | Rue Saint-Joseph                 | 46.82417 -71.16786     | 7078  |             | IP classé                 | 5 octobre 1977                    |        |
| P     | Chapelle de procession Saint-François-Xavier                              | Chapelle de procession Saint-François-Xavier                              | Lévis                               | 344, rue Saint-Joseph            | 46.82656 -71.16169     | 7079  |             | IP classé                 | 5 octobre 1977                    |        |
| P     | Chapelle Notre-Dame-de-Grâce                                              | Téléverser                                                                | Lévis                               | Route Marie-Victorin             | 46.699801 -71.41936    | 12443 |             | IP classé                 | 24 novembre 1989                  | ,      |
| P     | Église de Saint-Romuald                                                   | Église de Saint-Romuald                                                   | Lévis                               | Rue de l'Eglise                  | 46.75603 -71.23731     | 8725  |             | IP classé                 | 5 février 2004                    |        |
| P     | Église Notre-Dame-de-la-Victoire                                          | Église Notre-Dame-de-la-Victoire                                          | Lévis                               | rue Notre-Dame                   | 46.81019 -71.18161     | 14822 |             | IP classé                 | 13 décembre 2002                  |        |
| F     | Forts de Lévis                                                            | Forts de Lévis                                                            | Lévis                               | 41, chemin du Gouvernement       | 46.814502 -71.15804    | 15802 |             | LHN                       | 30 janvier 1920                   |        |
| F     | Gare de l'Intercolonial à Lévis                                           | Gare de l'Intercolonial à Lévis                                           | Lévis                               | 5995, rue Saint-Laurent          | 46.810304 -71.187136   | 7636  |             | LHN                       | 15 juin 1976                      |        |
| M     | L'Anglicane                                                               | L'Anglicane                                                               | Lévis                               | 33, rue Wolfe                    | 46.80864 -71.18425     | 4538  |             | IP cité                   | 6 décembre 1999                   |        |
| P     | Maison Alphonse-Desjardins                                                | Maison Alphonse-Desjardins                                                | Lévis                               | 8, rue du Mont-Marie             | 46.80958 -71.18186     | 5498  |             | IP classé                 | 21 mars 1983                      |        |
| P     | Maison natale Louis-Fréchette                                             | Maison natale Louis-Fréchette                                             | Lévis                               | 4385, rue Saint-Laurent          | 46.78422 -71.19608     | 4311  |             | IP reconnu                | 11 janvier 1977                   |        |
| P     | Maison Pâquet                                                             | Maison Pâquet                                                             | Lévis                               | 1630, route Marie-Victorin       | 46.70028 -71.41956     | 5635  |             | IP classé                 | 5 décembre 1989                   | ,      |
| F     | Manège militaire                                                          | Manège militaire                                                          | Lévis                               | 10, rue de l'Arsenal             | 46.803647 -71.18336    | 11936 |             | ÉFP reconnu               | 9 mai 1991                        |        |
| M     | Monastère des Sœurs adoratrices du Précieux-Sang                          | Monastère des Sœurs adoratrices du Précieux-Sang                          | Lévis                               | 69, rue Saint-Louis              | 46.80342 -71.18547     | 4731  |             | IP cité                   | 6 juin 1994                       |        |
| F     | Rotonde Joffre (Canadien National)                                        | Téléverser                                                                | Lévis                               | 2250, avenue de la Rotonde       | 46.70708 -71.272237    | 12541 |             | LHN                       | 4 juin 1992                       |        |
| M     | Site du patrimoine de l'Église-et-du-Presbytère-de-Saint-Jean-Chrysostome | Site du patrimoine de l'Église-et-du-Presbytère-de-Saint-Jean-Chrysostome | Lévis                               |                                  | 46.718 -71.19775       | 4733  |             | SP constitué              | 20 août 2001                      |        |
| M     | Site du patrimoine de Saint-Nicolas                                       | Téléverser                                                                | Lévis                               | Route Marie-Victorin             | 46.70186 -71.40431     | 4819  |             | SP cité SP cité           | 1987                              |        |
| F     | Pont de Québec                                                            | Téléverser                                                                | Lévis Québec                        |                                  | 46.746111 -71.287778   | 13400 |             | LHN                       | 24 novembre 1995                  |        |
| P     | Chapelle de procession de Saint-Louis                                     | Chapelle de procession de Saint-Louis                                     | Lotbinière                          | Route Marie-Victorin             | 46.6155 -71.93869      | 8605  |             | IP classé MH classé       | 3 janvier 1957 27 juillet 1965    | [ 9 ]  |
| P     | Église de Saint-Louis                                                     | Église de Saint-Louis                                                     | Lotbinière                          | Route Marie-Victorin             | 46.61672 -71.93497     | 12380 |             | IP classé MH classé       | 3 janvier 1957 27 juillet 1965    | [ 9 ]  |
| P     | Maison Ambroise-Chavigny-De La Chevrotière                                | Téléverser                                                                | Lotbinière                          | 7640, route Marie-Victorin       | 46.61194 -71.95139     | 6607  |             | IP classé                 | 11 mai 1960                       | [ 9 ]  |
| P     | Maison François-Bélangé                                                   | Maison François-Bélangé                                                   | Lotbinière                          | 7661, route Marie-Victorin       | 46.60931 -71.95525     | 5027  |             | IP classé                 | 30 juin 1977                      | [ 10 ] |
| P     | Maison Pagé                                                               | Maison Pagé                                                               | Lotbinière                          | 7482, route Marie-Victorin       | 46.61653 -71.93308     | 5028  |             | IP classé                 | 24 juillet 1968                   | [ 9 ]  |
| P     | Moulin du Domaine-de-Lotbinière                                           | Moulin du Domaine-de-Lotbinière                                           | Lotbinière                          | 7218, route Marie-Victorin       | 46.64594 -71.89244     | 6865  |             | IP classé                 | 30 septembre 1964                 | [ 9 ]  |
| P     | Moulin du Portage                                                         | Moulin du Portage                                                         | Lotbinière                          | 7218, route Marie-Victorin       | 46.55447 -71.97022     | 5283  |             | IP classé                 | 30 septembre 1964                 |        |
| P     | Domaine Joly-De Lotbinière                                                | Domaine Joly-De Lotbinière                                                | Lotbinière Sainte-Croix             | Route de Pointe-Platon           | 46.66719 -71.84689     | 8111  |             | SP classé                 | 3 juin 1999                       | [ 11 ] |
| F     | Domaine Joly-De Lotbinière                                                | Domaine Joly-De Lotbinière                                                | Lotbinière Sainte-Croix             | Route de Pointe-Platon           | 46.66719 -71.84689     | 10476 |             | LHN                       | 30 juin 2003                      | [ 12 ] |
| F     | Gare ferroviaire du VIA Rail                                              | Gare ferroviaire du VIA Rail                                              | Montmagny                           | 4, rue de la Station             | 46.9733 -70.5597       | 7100  |             | GFP                       | 1er septembre 1994                |        |
| P     | Maison Étienne-Paschal-Taché                                              | Maison Étienne-Paschal-Taché                                              | Montmagny                           | 37-39, avenue Sainte-Marie       | 46.98119 -70.55839     | 5029  |             | IP classé                 | 27 février 1962                   | [ 13 ] |
| F     | Maison Étienne-Paschal-Taché                                              | Maison Étienne-Paschal-Taché                                              | Montmagny                           | 37-39, avenue Sainte-Marie       | 46.98119 -70.55839     | 7601  |             | LHN                       | 23 février 1990                   | [ 14 ] |
| P     | Maison et laiterie Casault                                                | Téléverser                                                                | Montmagny                           | 780, boulevard Taché Ouest       | 46.95211 -70.65264     | 4249  |             | IP classé                 | 21 juin 1965                      |        |
| M     | Maison Têtu                                                               | Téléverser                                                                | Montmagny                           | 313, boulevard Taché Ouest       | 46.97919 -70.59347     | 13160 |             | IP cité                   | 2 juillet 2008                    |        |
| F     | Manège militaire                                                          | Téléverser                                                                | Montmagny                           | 194, rue de la Gare              | 46.97603 -70.55891     | 11069 |             | ÉFP reconnu               | 19 août 1991                      |        |
| P     | Manoir et four à pain Couillard                                           | Téléverser                                                                | Montmagny                           | 301, boulevard Taché Est         | 46.98536 -70.54731     | 4249  |             | IP classé                 | 6 juillet 1961                    |        |
| M     | Calvaire du rang Ville-Marie                                              | Téléverser                                                                | Notre-Dame-Auxiliatrice-de-Buckland | Rang Ville-Marie                 | 46.38568 -70.34238     |       |             | IP cité                   | 1er octobre 2013                  |        |
| M     | Église de Notre-Dame-Auxiliatrice-de-Buckland                             | Téléverser                                                                | Notre-Dame-Auxiliatrice-de-Buckland | 4324, rue Principale             | 46.37848 -70.324175    |       |             | IP cité                   | 1er octobre 2013                  |        |
| M     | Maison Tanguay                                                            | Téléverser                                                                | Notre-Dame-Auxiliatrice-de-Buckland | 4215, rue Principale             | 46.3752 -70.32504      |       |             | IP cité                   | 1er octobre 2013                  |        |
| M     | Pont de la Rivière-de-la-Fourche-Ouest                                    | Téléverser                                                                | Notre-Dame-Auxiliatrice-de-Buckland | Route Saint-Antonin              | 46.393164 -70.3334949  |       |             | IP cité                   | 1er octobre 2013                  |        |
| M     | Sanctuaire de la Vierge-de-Lourdes                                        | Téléverser                                                                | Notre-Dame-Auxiliatrice-de-Buckland | 4176, rue Principale             | 46.3716 -70.32549      |       |             | IP cité                   | 1er octobre 2013                  |        |
| P     | Pont Perrault                                                             | Pont Perrault                                                             | Notre-Dame-des-Pins                 |                                  | 46.18247 -70.71681     | 9034  |             | IP classé                 | 2 décembre 2004                   |        |
| M     | Église de Notre-Dame-du-Sacré-Cœur                                        | Téléverser                                                                | Notre-Dame-du-Sacré-Cœur-d'Issoudun | 266, rue Principale              | 46.34423 -71.37263     |       |             | IP cité                   | 17 septembre 2010                 |        |
| M     | Croix de la Montagne                                                      | Téléverser                                                                | Saint-Anselme                       |                                  | 46.3920441 -70.584023  |       |             | IP cité                   | 7 juin 2011                       |        |
| F     | Bâtiment 14                                                               | Bâtiment 49                                                               | Saint-Antoine-de-l'Isle-aux-Grues   | Grosse Île                       | 47.01918 -70.67502     | 9839  |             | ÉFP classé                | 2 octobre 1991                    | [ 15 ] |
| F     | Bâtiment 16                                                               | Téléverser                                                                | Saint-Antoine-de-l'Isle-aux-Grues   | Grosse Île                       | 47.0192 -70.67422      | 10306 |             | ÉFP classé                | 2 octobre 1991                    | [ 15 ] |
| F     | Bâtiment 18                                                               | Téléverser                                                                | Saint-Antoine-de-l'Isle-aux-Grues   | Grosse Île                       | 47.020057 -70.673976   | 10371 |             | ÉFP reconnu               | 2 octobre 1991                    | [ 15 ] |
| F     | Bâtiment 19                                                               | Téléverser                                                                | Saint-Antoine-de-l'Isle-aux-Grues   | Grosse Île                       | 47.01989 -70.67367     | 10360 |             | ÉFP reconnu               | 2 octobre 1991                    | [ 15 ] |
| F     | Bâtiment 22                                                               | Téléverser                                                                | Saint-Antoine-de-l'Isle-aux-Grues   | Grosse Île                       | 47.0199 -70.67366      | 10509 |             | ÉFP classé                | 2 octobre 1991                    | [ 15 ] |
| F     | Bâtiment 29                                                               | Téléverser                                                                | Saint-Antoine-de-l'Isle-aux-Grues   | Grosse Île                       | 47.0206 -70.67224      | 9835  |             | ÉFP classé                | 2 octobre 1991                    | [ 15 ] |
| F     | Bâtiment 34                                                               | Bâtiment 34                                                               | Saint-Antoine-de-l'Isle-aux-Grues   | Grosse Île                       | 47.021293 -70.6744     | 10451 |             | ÉFP reconnu               | 2 octobre 1991                    | [ 15 ] |
| F     | Bâtiment 35                                                               | Téléverser                                                                | Saint-Antoine-de-l'Isle-aux-Grues   | Grosse Île                       | 47.02148 -70.67428     | 10468 |             | ÉFP reconnu               | 2 octobre 1991                    | [ 15 ] |
| F     | Bâtiment 38                                                               | Bâtiment 38                                                               | Saint-Antoine-de-l'Isle-aux-Grues   | Grosse Île                       | 47.02163 -70.67392     | 10453 |             | ÉFP reconnu               | 2 octobre 1991                    | [ 15 ] |
| F     | Bâtiment 39                                                               | Bâtiment 48                                                               | Saint-Antoine-de-l'Isle-aux-Grues   | Grosse Île                       | 47.023363 -70.674448   | 10362 |             | ÉFP reconnu               | 2 octobre 1991                    | [ 15 ] |
| F     | Bâtiment 42                                                               | Bâtiment 42                                                               | Saint-Antoine-de-l'Isle-aux-Grues   | Grosse Île                       | 47.02325 -70.67191     | 10301 |             | ÉFP reconnu               | 2 octobre 1991                    | [ 15 ] |
| F     | Bâtiment 43                                                               | Téléverser                                                                | Saint-Antoine-de-l'Isle-aux-Grues   | Grosse Île                       | 47.02356 -70.67152     | 10464 |             | ÉFP reconnu               | 2 octobre 1991                    | [ 15 ] |
| F     | Bâtiment 48                                                               | Bâtiment 48                                                               | Saint-Antoine-de-l'Isle-aux-Grues   | Grosse Île                       | 47.02708 -70.66768     | 10466 |             | ÉFP reconnu               | 2 octobre 1991                    | [ 15 ] |
| F     | Bâtiment 49                                                               | Bâtiment 49                                                               | Saint-Antoine-de-l'Isle-aux-Grues   | Grosse Île                       | 47.0273 -70.66735      | 10520 |             | ÉFP reconnu               | 2 octobre 1991                    | [ 15 ] |
| F     | Bâtiment 67                                                               | Téléverser                                                                | Saint-Antoine-de-l'Isle-aux-Grues   | Grosse Île                       | 47.02711 -70.6656      | 10367 |             | ÉFP reconnu               | 2 octobre 1991                    | [ 15 ] |
| F     | Bâtiment 71                                                               | Bâtiment 71                                                               | Saint-Antoine-de-l'Isle-aux-Grues   | Grosse Île                       | 47.0282 -70.66535      | 10452 |             | ÉFP reconnu               | 2 octobre 1991                    | [ 15 ] |
| F     | Bâtiment 77                                                               | Bâtiment 77                                                               | Saint-Antoine-de-l'Isle-aux-Grues   | Grosse Île                       | 47.03014 -70.66304     | 10461 |             | ÉFP reconnu               | 2 octobre 1991                    | [ 15 ] |
| F     | Bâtiment 84                                                               | Bâtiment 84                                                               | Saint-Antoine-de-l'Isle-aux-Grues   | Grosse Île                       | 47.03111 -70.66319     | 10511 |             | ÉFP reconnu               | 2 octobre 1991                    | [ 15 ] |
| F     | Bâtiment 100                                                              | Bâtiment 100                                                              | Saint-Antoine-de-l'Isle-aux-Grues   | Grosse Île                       | 47.03349 -70.65849     | 9736  |             | ÉFP classé                | 2 octobre 1991                    | [ 15 ] |
| P     | Domaine seigneurial de l'Île-aux-Grues                                    | Téléverser                                                                | Saint-Antoine-de-l'Isle-aux-Grues   | 320, chemin du Roi               | 47.07556 -70.51753     | 4244  |             | SP classé                 | 30 novembre 1979                  |        |
| F     | Grosse Île et le Mémorial des Irlandais                                   | Grosse Île et le Mémorial des Irlandais                                   | Saint-Antoine-de-l'Isle-aux-Grues   | Grosse Île                       | 47.0278 -70.6667       | 1189  |             | LHN                       | 18 mai 1974                       |        |
| M     | Calvaire                                                                  | Téléverser                                                                | Saint-Antoine-de-Tilly              | Route Marie-Victorin             | 46.68269 -71.49708     | 8482  |             | IP cité                   | 6 décembre 1993                   |        |
| P     | Église de Saint-Antoine-de-Tilly                                          | Église de Saint-Antoine-de-Tilly                                          | Saint-Antoine-de-Tilly              | Chemin de Tilly                  | 46.66439 -71.57375     | 14682 |             | IP classé                 | 28 mai 1963                       |        |
| M     | Presbytère de Saint-Antoine-de-Tilly                                      | Téléverser                                                                | Saint-Antoine-de-Tilly              | 3868, chemin de Tilly            | 46.66422 -71.57266     | 8218  |             | IP cité                   | 6 février 1995                    |        |
| P     | Église de Saint-Bernard                                                   | Téléverser                                                                | Saint-Bernard                       | Rue Saint-Georges                | 46.4975 -71.13742      | 14786 |             | IP classé                 | 25 octobre 1960                   |        |
| P     | Presbytère de Saint-Bernard                                               | Téléverser                                                                | Saint-Bernard                       | 1474, rue Saint-Georges          | 46.49764 -71.13711     | 4459  |             | IP classé                 | 25 octobre 1960                   |        |
| M     | Magasin général Henri-Louis-Poulin                                        | Téléverser                                                                | Saint-Camille-de-Lellis             | 113, rue Principale              | à géolocaliser         |       |             | IP cité                   | 16 novembre 2010                  |        |
| M     | Ancien couvent de Saint-Charles-de-Bellechasse                            | Téléverser                                                                | Saint-Charles-de-Bellechasse        | 2829, avenue Royale              | 46.46217 -70.56268     |       |             | IP cité                   | 3 septembre 2013                  |        |
| M     | Calvaire de Saint-Charles-de-Bellechasse                                  | Téléverser                                                                | Saint-Charles-de-Bellechasse        | 2705, avenue Royale              | 46.4686 -70.56369      |       |             | IP cité                   | 3 septembre 2013                  |        |
| M     | Chapelle de la Sainte-Vierge                                              | Téléverser                                                                | Saint-Charles-de-Bellechasse        | 27933, avenue Royale             | à géolocaliser         |       |             | IP cité                   | 3 septembre 2013                  |        |
| M     | Chapelle Sainte-Anne                                                      | Téléverser                                                                | Saint-Charles-de-Bellechasse        | 2843, avenue Royale              | 46.6430978 -70.5622601 |       |             | IP cité                   | 3 septembre 2013                  |        |
| M     | Cimetière Saint-Charles-Borromée                                          | Téléverser                                                                | Saint-Charles-de-Bellechasse        | 2817, avenue Royale              | 46.461957 -70.563297   |       |             | IP cité                   | 3 septembre 2013                  |        |
| M     | Croix de chemin                                                           | Téléverser                                                                | Saint-Charles-de-Bellechasse        | 9166, route Gosselin             | 46.4719739 -70.5445144 |       |             | IP cité                   | 3 septembre 2013                  |        |
| M     | Croix de chemin                                                           | Téléverser                                                                | Saint-Charles-de-Bellechasse        | 4089, rang Sud-Ouest             | 46.43197 -70.57580     |       |             | IP cité                   | 3 septembre 2013                  |        |
| M     | Église Saint-Charles-Borromée                                             | Téléverser                                                                | Saint-Charles-de-Bellechasse        | 2817, avenue Royale              | 46.46193 -70.56297     |       |             | IP cité                   | 3 septembre 2013                  |        |
| M     | Hôtel de ville de Saint-Charles-de-Bellechasse                            | Téléverser                                                                | Saint-Charles-de-Bellechasse        | 2815, avenue Royale              | 46.46198 -70.56304     |       |             | IP cité                   | 3 septembre 2013                  |        |
| P     | École-chapelle de Bras-d'Apic                                             | Téléverser                                                                | Saint-Cyrille-de-Lessard            | Route 285                        | 46.95392 -70.18242     | 4243  |             | IP classé                 | 30 septembre 1982                 |        |
| M     | Abri anti-nucléaire de Saint-Damien Station                               | Téléverser                                                                | Saint-Damien-de-Buckland            | Route 279                        | 46.3454029 -70.4754522 |       |             | IP cité                   | 3 septembre 2013                  |        |
| M     | Ancien presbytère de Saint-Damien-de-Buckland                             | Téléverser                                                                | Saint-Damien-de-Buckland            | 180, rue Commerciale             | 46.37333 -70.39241     |       |             | IP cité                   | 3 septembre 2013                  |        |
| M     | Ancienne école normale de Saint-Damien-de-Buckland                        | Téléverser                                                                | Saint-Damien-de-Buckland            | 160, rue Commerciale             | 46.37287 -70.39302     |       |             | IP cité                   | 3 septembre 2013                  |        |
| M     | Chapelle Sainte-Anne-des-Montagnes de Saint-Damien-de-Buckland            | Téléverser                                                                | Saint-Damien-de-Buckland            | 155, rue Commerciale             | 46.372854 -70.393379   |       |             | IP cité                   | 3 septembre 2013                  |        |
| M     | Église de Saint-Damien-de-Buckland                                        | Téléverser                                                                | Saint-Damien-de-Buckland            | 182, rue Commerciale             | 46.37312 -70.39220     |       |             | IP cité                   | 3 septembre 2013                  |        |
| M     | Maison du Docteur-Alphée-Poirier                                          | Téléverser                                                                | Saint-Damien-de-Buckland            | 156, rue Commerciale             | 46.37284 -70.39323     |       |             | IP cité                   | 3 septembre 2013                  |        |
| M     | Maison généralice des Sœurs de Notre-Dame-du-Perpétuel-Secours            | Téléverser                                                                | Saint-Damien-de-Buckland            | 155, rue Commerciale             | 46.372923 -70.393287   |       |             | IP cité                   | 3 septembre 2013                  |        |
| M     | Premier presbytère de Saint-Damien-de-Buckland                            | Téléverser                                                                | Saint-Damien-de-Buckland            | 155, rue Commerciale             | 46.372832 -70.393441   |       |             | IP cité                   | 3 septembre 2013                  |        |
| P     | Église de Saint-Elzéar                                                    | Téléverser                                                                | Saint-Elzéar                        | Avenue Principale                | 46.40622 -71.06072     | 10454 |             | IP classé                 | 7 juin 1960                       |        |
| M     | Cimetière de Saint-Éphrem                                                 | Cimetière de Saint-Éphrem                                                 | Saint-Éphrem-de-Beauce              | Route 271 Sud                    | 46.06183 -70.95        | 8380  |             | IP cité                   | 6 août 1991                       |        |
| M     | Église et sacristie de Saint-Éphrem                                       | Église et sacristie de Saint-Éphrem                                       | Saint-Éphrem-de-Beauce              | Route 108 Est                    | 46.05922 -70.95414     | 13857 |             | IP cité                   | 6 août 1991                       |        |
| M     | Maison Adrienne-Lemieux                                                   | Téléverser                                                                | Saint-Éphrem-de-Beauce              | 42, route 108 Est                | 46.05928 -70.954       | 12447 |             | IP cité                   | 6 août 1991                       |        |
| M     | Maison Deslauriers et laiterie                                            | Téléverser                                                                | Saint-Éphrem-de-Beauce              | 370, route 271 Nord              | 46.06642 -70.91575     | 13276 |             | IP cité                   | 6 août 1991                       |        |
| M     | Maison Roméo-Poulin                                                       | Téléverser                                                                | Saint-Éphrem-de-Beauce              | 988, route 108 Ouest             | 46.003 -70.96014       | 13232 |             | IP cité                   | 6 août 1991                       |        |
| M     | Maison Vital-Roy                                                          | Téléverser                                                                | Saint-Éphrem-de-Beauce              | 840, route 108 Ouest             | 46.02222 -70.95669     | 12444 |             | IP cité                   | 6 août 1991                       |        |
| M     | Monument du Sacré-Cœur                                                    | Monument du Sacré-Cœur                                                    | Saint-Éphrem-de-Beauce              | Route 108 Est                    | 46.05853 -70.95278     | 11045 |             | IP cité                   | 6 août 1991                       |        |
| M     | Pont Napoléon-Grondin                                                     | Pont Napoléon-Grondin                                                     | Saint-Éphrem-de-Beauce              | Rang Saint-Jean-Baptiste         | 46.05914 -70.90792     | 11046 |             | IP cité                   | 6 août 1991                       |        |
| M     | Presbytère de Saint-Éphrem-de-Beauce                                      | Presbytère de Saint-Éphrem-de-Beauce                                      | Saint-Éphrem-de-Beauce              | 43, route 108 Est                | 46.06042 -70.9535      | 13259 |             | IP cité                   | 6 août 1991                       |        |
| M     | Sacristie de la première chapelle                                         | Sacristie de la première chapelle                                         | Saint-Éphrem-de-Beauce              | Route 108 Est                    | 46.05997 -70.95442     | 11334 |             | IP cité                   | 6 août 1991                       |        |
| P     | Ancien presbytère de Saint-Évariste-de-Forsyth                            | Téléverser                                                                | Saint-Évariste-de-Forsyth           | 325, rue Principale              | 45.93942 -70.94178     | 10415 |             | IP reconnu                | 17 décembre 1982                  |        |
| P     | Ancien presbytère de Saint-François-de-Sales                              | Ancien presbytère de Saint-François-de-Sales                              | Saint-François-de-la-Rivière-du-Sud | 520, chemin Saint-François Ouest | 46.88719 -70.7145      | 5153  |             | IP classé                 | 7 mars 1979                       | [ 16 ] |
| P     | Site patrimonial de Saint-François-de-la-Rivière-du-Sud                   | Site patrimonial de Saint-François-de-la-Rivière-du-Sud                   | Saint-François-de-la-Rivière-du-Sud | Chemin Saint-François Ouest      | 46.88742 -70.71453     | 5290  |             | SP classé                 | 26 mars 1988                      |        |
| M     | Secteur de l'église de Saint-Frédéric                                     | Téléverser                                                                | Saint-Frédéric                      | Rue Principale                   | 46.29528 -70.97328     | 11047 |             | SP constitué              | 5 mai 2008                        |        |
| M     | Manoir William-Milburn-Pozer                                              | Manoir William-Milburn-Pozer                                              | Saint-Georges                       | 610, avenue de la Chaudière      | 46.12222 -70.68647     | 9527  |             | IP cité                   | 10 août 1998                      |        |
| P     | Socle de la Statue-Équestre-de-Saint-Georges                              | Socle de la Statue-Équestre-de-Saint-Georges                              | Saint-Georges                       | 1890, 1re Avenue                 | 46.11753 -70.67233     | 4467  |             | IP classé                 | 4 février 1986                    |        |
| P     | Chapelle de procession de Saint-Gervais                                   | Chapelle de procession de Saint-Gervais                                   | Saint-Gervais                       | 1890, 1re Avenue                 | 46.71628 -70.89083     | 7075  |             | IP classé                 | 16 décembre 1981                  |        |
| M     | Presbytère de Saint-Henri                                                 | Presbytère de Saint-Henri                                                 | Saint-Henri                         | 219, rue Commerciale             | 46.69239 -71.06767     | 13338 |             | IP cité                   | 6 août 1990                       |        |
| M     | Église Saint-Hilaire                                                      | Téléverser                                                                | Saint-Hilaire-de-Dorset             | Rue Principale                   | 46.69239 -71.06767     | 15151 |             | IP cité                   | 3 mai 1993                        |        |
| P     | Église de Saint-Isidore                                                   | Téléverser                                                                | Saint-Isidore                       | Rue Sainte-Geneviève             | 46.58372 -71.09017     | 10261 |             | IP classé                 | 3 janvier 1957                    |        |
| P     | Église de Saint-Jean-Port-Joli                                            | Téléverser                                                                | Saint-Jean-Port-Joli                | 2, place de l'Église             | 47.21578 -70.26953     | 9062  | 1781        | IP classé                 | 26 février 1963                   |        |
| M     | Maison Lavallée                                                           | Téléverser                                                                | Saint-Jean-Port-Joli                | 63, avenue De Gaspé Est          | 47.21714 -70.26689     | 11462 | 1893        | IP cité                   | 4 juin 2007                       |        |
| F     | Phare                                                                     | Phare                                                                     | Saint-Jean-Port-Joli                | Le Pilier de Pierre              | 47.20576 -70.35957     | 10472 | 1843        | ÉFP reconnu               | 1988                              |        |
| M     | Site Philippe-Aubert-de-Gaspé                                             | Téléverser                                                                | Saint-Jean-Port-Joli                |                                  | 47.17031 -70.30881     | 12451 |             | SP cité                   | 1er mai 2006                      |        |
| P     | Ensemble institutionnel de Saint-Joseph-de-Beauce                         | Ensemble institutionnel de Saint-Joseph-de-Beauce                         | Saint-Joseph-de-Beauce              |                                  | 46.31094 -70.88197     | 12129 |             | LHN                       | 27 novembre 2006                  | [ 17 ] |
| M     | Hôtel de ville de Saint-Joseph-de-Beauce                                  | Téléverser                                                                | Saint-Joseph-de-Beauce              | 843, avenue du Palais            | 46.3075 -70.87969      | 13212 |             | IP cité                   | 11 août 2008                      |        |
| P     | Palais de justice de Saint-Joseph-de-Beauce                               | Téléverser                                                                | Saint-Joseph-de-Beauce              | 795, avenue du Palais            | 46.30914 -70.88119     | 4466  |             | IP reconnu                | 25 janvier 1985                   |        |
| P     | Site historique de Saint-Joseph-de-Beauce                                 | Téléverser                                                                | Saint-Joseph-de-Beauce              |                                  | 46.31094 -70.88197     | 4083  |             | SP classé                 | 15 octobre 1985                   | [ 18 ] |
| M     | Maison Magloire-Brochu                                                    | Téléverser                                                                | Saint-Lambert-de-Lauzon             | 108, rue Lemieux                 | à géolocaliser         |       |             | IP cité                   | 6 juillet 2007                    |        |
| M     | Ancien presbytère de Saint-Léon-de-Standon                                | Téléverser                                                                | Saint-Léon-de-Standon               | 99, rue Saint-Pierre             | 46.2843769 -70.377619  |       |             | IP cité                   | 1er novembre 2013                 |        |
| M     | Croix de chemin                                                           | Téléverser                                                                | Saint-Léon-de-Standon               | 104, route du Rang-Sainte-Marie  | 46.2829982 -70.3444784 |       |             | IP cité                   | 1er novembre 2013                 |        |
| M     | Croix de chemin                                                           | Téléverser                                                                | Saint-Léon-de-Standon               | Route de l'Église                | 46.285681 -70.375869   |       |             | IP cité                   | 1er novembre 2013                 |        |
| M     | Croix de chemin                                                           | Téléverser                                                                | Saint-Léon-de-Standon               | Rang Sainte-Anne                 | 46.30001 -70.3456274   |       |             | IP cité                   | 1er novembre 2013                 |        |
| M     | Croix de chemin                                                           | Téléverser                                                                | Saint-Léon-de-Standon               | Rang Saint-Guillaume             | 46.265944 -70.394133   |       |             | IP cité                   | 1er novembre 2013                 |        |
| M     | Deuxième cimetière de Saint-Léon-de-Standon                               | Téléverser                                                                | Saint-Léon-de-Standon               | 102, route de l'Église           | 46.282657 -70.372968   |       |             | IP cité                   | 1er novembre 2013                 |        |
| M     | Église de Saint-Léon-de-Standon                                           | Téléverser                                                                | Saint-Léon-de-Standon               | 500, rue Principale              | 46.284273 -70.37485    |       |             | IP cité                   | 1er novembre 2013                 |        |
| M     | Premier cimetière de Saint-Léon-de-Standon                                | Téléverser                                                                | Saint-Léon-de-Standon               | 494, rue Principale              | 46.284091 -70.37529    |       |             | IP cité                   | 1er novembre 2013                 |        |
| M     | Bibliothèque municipale de Saint-Malachie                                 | Téléverser                                                                | Saint-Malachie                      | 1184-1188, avenue Principale     | 46.530801 -70.76553    | 8296  |             | IP cité                   | 6 novembre 2006                   |        |
| M     | Église de Saint-Martin                                                    | Église de Saint-Martin                                                    | Saint-Martin                        | 1er Avenue Est                   | 45.95964 -70.65564     | 12108 |             | IP cité                   | 5 février 2001                    |        |
| M     | Presbytère de Saint-Martin                                                | Téléverser                                                                | Saint-Martin                        | 129, 1er Avenue Est              | 45.95936 -70.65625     | 9639  |             | IP cité                   | 5 février 2001                    |        |
| M     | Église de Saint-Narcisse-de-Beaurivage                                    | Téléverser                                                                | Saint-Narcisse-de-Beaurivage        | Rue Principale                   | 46.48233 -71.23281     | 10530 |             | IP cité                   | 8 juin 2006                       |        |
| M     | Ancien presbytère de Saint-Nérée-de-Bellechasse                           | Téléverser                                                                | Saint-Nérée-de-Bellechasse          | 914, rue de l'Église Est         | 46.4436299 -70.4321636 |       |             | IP cité                   | 15 juillet 2013                   |        |
| M     | Église de Saint-Nérée-de-Bellechasse                                      | Téléverser                                                                | Saint-Nérée-de-Bellechasse          | 910, rue de l'Église Est         | 46.433324 -70.43200    |       |             | IP cité                   | 15 juillet 2013                   |        |
| M     | Magasin général de Saint-Nérée-de-Bellechasse                             | Téléverser                                                                | Saint-Nérée-de-Bellechasse          | 905, rue de l'Église Est         | 46.4341532 -70.4323076 |       |             | IP cité                   | 15 juillet 2013                   |        |
| M     | Cimetière de Saint-Pierre-de-la-Rivière-du-SUd                            | Téléverser                                                                | Saint-Pierre-de-la-Rivière-du-Sud   |                                  | 46.54466 -70.37440     |       |             | SP cité                   | 6 avril 2009                      |        |
| P     | Église de Saint-Pierre-du-Sud                                             | Téléverser                                                                | Saint-Pierre-de-la-Rivière-du-Sud   | Rue Principale                   | 46.91469 -70.62717     | 13128 |             | IP classé MH classé       | 28 juin 1972 22 mars 1978         |        |
| M     | Édifice du Chef-lieu                                                      | Téléverser                                                                | Saint-Raphaël                       | 19, avenue Chanoine-Audet        | 46.79419 -70.75547     | 13185 |             | IP cité                   | 5 mai 2008                        |        |
| M     | Église de Saint-Raphaël                                                   | Église de Saint-Raphaël                                                   | Saint-Raphaël                       | Rue Principale                   | 46.79436 -70.75492     | 13186 |             | IP cité                   | 5 mai 2008                        |        |
| M     | Presbytère de Saint-Raphaël                                               | Téléverser                                                                | Saint-Raphaël                       | 86, rue Principale               | 46.79419 -70.75547     | 13159 |             | IP cité                   | 5 mai 2008                        |        |
| P     | Chapelle de procession Notre-Dame-de-Lourdes                              | Téléverser                                                                | Saint-Roch-des-Aulnaies             | Route de la Seigneurie           | 47.31092 -70.17408     | 4940  |             | IP classé                 | 16 décembre 1981                  |        |
| P     | Domaine seigneurial des Aulnaies                                          | Domaine seigneurial des Aulnaies                                          | Saint-Roch-des-Aulnaies             | 525, route de la Seigneurie      | 47.31522 -70.14436     | 4241  |             | IP classé                 | 13 janvier 1965                   | [ 19 ] |
| P     | Moulin banal des Aulnaies                                                 | Moulin banal des Aulnaies                                                 | Saint-Roch-des-Aulnaies             | 525, route de la Seigneurie      | 47.31433 -70.14406     | 4451  |             | IP classé                 | 7 septembre 1977                  |        |
| M     | Cimetière de Saint-Séverin                                                | Téléverser                                                                | Saint-Séverin                       | 199, rue de l'Église             | 46.32536 -71.05339     | 8532  |             | MH cité                   | 5 avril 2004                      |        |
| M     | Site de la chapelle Saint-Paul, du cimetière et du manoir Taylor          | Téléverser                                                                | Saint-Simon-les-Mines               | 540, route Taylor                | 46.19864 -70.62342     | 13862 |             | SP constitué              | 5 novembre 2007                   |        |
| M     | Ancien chemin Craig                                                       | Téléverser                                                                | Saint-Sylvestre                     | Chemin Craig                     | à géolocaliser         | 5610  |             | IP classé                 | 4 juin 2012                       |        |
| P     | Cimetière anglican de Saint-Sylvestre                                     | Téléverser                                                                | Saint-Sylvestre                     | 540, route Taylor                | 46.37828 -71.28339     | 5610  |             | IP classé                 | 27 février 1962                   |        |
| M     | Domaine Pointe-de-Saint-Vallier                                           | Domaine Pointe-de-Saint-Vallier                                           | Saint-Vallier                       | Chemin Lemieux                   | 46.90903 -70.78922     | 10467 |             | SP constitué              | 13 juillet 1998                   |        |
| M     | Église de Saint-Philippe et Saint-Jacques                                 | Téléverser                                                                | Saint-Vallier                       | Avenue de l'Église               | 46.53337 -70.49251     |       |             | IP cité                   | 13 août 2013                      |        |
| P     | Maison Joseph-Côté                                                        | Maison Joseph-Côté                                                        | Saint-Vallier                       | 350, rue Principale              | 46.89236 -70.82364     | 5086  |             | IP classé                 | 3 novembre 1979                   |        |
| M     | Presbytère de Saint-Philippe et Saint-Jacques                             | Téléverser                                                                | Saint-Vallier                       |                                  | à géolocaliser         |       |             | IP cité                   | 13 août 2013                      |        |
| M     | Cimetière de Saint-Victor                                                 | Téléverser                                                                | Saint-Victor                        |                                  | 46.8504 -70.541823     |       |             | IP cité                   | 2 avril 2007                      |        |
| M     | Église de Saint-Victor                                                    | Téléverser                                                                | Saint-Victor                        | 298, rue Principale              | 46.85124 -70.542037    |       |             | IP cité                   | 2 avril 2007                      |        |
| M     | Presbytère de Saint-Victor                                                | Téléverser                                                                | Saint-Victor                        | 179, rue du Séminaire            | 46.8532 -70.541763     |       |             | IP cité                   | 2 avril 2007                      |        |
| M     | Maison Louis-Dumont                                                       | Maison Louis-Dumont                                                       | Sainte-Agathe-de-Lotbinière         | 401, chemin Gosford              | 46.38444 -71.40947     | 9405  |             | IP cité                   | 7 février 2005                    |        |
| M     | Pont Rouge                                                                | Pont Rouge                                                                | Sainte-Agathe-de-Lotbinière         | Chemin Gosford                   | 46.33075 -71.41447     | 8202  |             | IP cité                   | 1er mai 2006                      |        |
| M     | Église de Sainte-Apolline                                                 | Téléverser                                                                | Sainte-Apolline-de-Patton           |                                  | 46.48259 -70.11460     |       |             | IP cité                   | 4 avril 2012                      |        |
| M     | Maison du Docteur-Joseph-Arthur-Noé-Chabot                                | Maison du Docteur-Joseph-Arthur-Noé-Chabot                                | Sainte-Claire                       | 108, rue Principale              | 46.59847 -70.86892     | 8192  |             | IP cité                   | 3 mai 1999                        |        |
| M     | Maison Prévost                                                            | Téléverser                                                                | Sainte-Claire                       | 105, rue Principale              | 46.355447 -70.52686    |       |             | IP cité                   | 3 août 2009                       |        |
| M     | Église de Sainte-Croix                                                    | Téléverser                                                                | Sainte-Croix                        | 6319, rue Principale             | 46.62222 -71.73972     | 16297 |             | IP cité                   | 1er décembre 2009                 |        |
| P     | Maison Boisvert                                                           | Téléverser                                                                | Sainte-Croix                        | 169, rang Saint-Eustache         | 46.62222 -71.79075     | 6603  |             | IP classé                 | 1er avril 1986                    |        |
| P     | Manoir Joly-De Lotbinière                                                 | Manoir Joly-De Lotbinière                                                 | Sainte-Croix                        | Route de Pointe-Platon           | 46.66678 -71.84908     | 8119  |             | IP classé                 | 3 juin 1999                       | [ 20 ] |
| P     | Église de Sainte-Marie                                                    | Église de Sainte-Marie                                                    | Sainte-Marie                        | 60, rue Notre-Dame Sud           | 46.43764 -71.02206     | 9341  |             | IP classé                 | 13 septembre 2001                 | [ 18 ] |
| P     | Château Beauce                                                            | Château Beauce                                                            | Sainte-Marie                        | 102, rue Notre-Dame Sud          | 46.4332 -71.0209       |       |             | IP classé                 | 16 octobre 2020                   | [ 21 ] |
| F     | Église Sainte-Marie                                                       | Église Sainte-Marie                                                       | Sainte-Marie                        | 60, rue Notre-Dame Sud           | 46.43764 -71.02206     | 12128 |             | LHN                       | 27 novembre 2006                  | [ 22 ] |
| M     | Maison Dupuis                                                             | Téléverser                                                                | Sainte-Marie                        | 640, rue Notre-Dame Sud          | 46.43278 -71.01333     | 12107 |             | IP cité                   | 10 avril 2007                     |        |
| M     | Maison J.-Arcade-Vachon                                                   | Téléverser                                                                | Sainte-Marie                        | 383, avenue de la Coopérative    | 46.77331 -71.02069     | 10178 |             | IP cité                   | 10 mai 1993                       |        |
| P     | Maison Pierre-Lacroix                                                     | Téléverser                                                                | Sainte-Marie                        | 552, rue Notre-Dame Nord         | 46.44292 -71.03067     | 4313  |             | IP classé                 | 18 janvier 1978                   |        |
| P     | Manoir Taschereau                                                         | Manoir Taschereau                                                         | Sainte-Marie                        | 730, rue Notre-Dame Nord         | 46.4445 -71.03386      | 4450  |             | IP classé                 | 14 février 1978                   |        |
| M     | Manoir Crawford-Atkinson                                                  | Téléverser                                                                | Scott                               | 1010, route du Président-Kennedy | à géolocaliser         |       |             | IP cité                   | 6 août 2012                       |        |
| M     | Église Sainte-Marthe                                                      | Église Sainte-Marthe                                                      | Thetford Mines                      | 1254, rue Sainte-Marthe          | 46.108493 -71.311995   |       |             | MH                        | 2017                              |        |
| M     | Gare de Tring-Jonction                                                    | Téléverser                                                                | Tring-Jonction                      | 191, rue Principale              | 46.26944 -70.99425     | 6870  |             | MH cité                   | 7 juin 2004                       | [ 23 ] |
| F     | Gare du Canadien Pacifique                                                | Téléverser                                                                | Tring-Jonction                      | 191, rue Principale              | 46.26944 -70.99425     | 4519  |             | GFP                       | 1er juin 1991                     | [ 24 ] |
| M     | Gare de Vallée-Jonction                                                   | Téléverser                                                                | Vallée-Jonction                     | 399, boulevard J.-M.-Rousseau    | 46.37158 -70.92339     | 6870  |             | MH cité                   | 18 novembre 2002                  | [ 23 ] |
| F     | Gare ferroviaire du Canadien Pacifique                                    | Téléverser                                                                | Vallée-Jonction                     | 399, boulevard J.-M.-Rousseau    | 46.37158 -70.92339     | 6634  |             | GFP                       | 1er juin 1991                     | [ 25 ] |